# Conte Verde
El Conte Verde (en italiano Conde Verde, llamado así por Amadeo VI de Saboya) fue un transatlántico italiano con 18.765 TRB (toneladas de registro bruto de arqueo), el cual entró en servicio en 1923.
Era la nave hermana del Conte Rosso (de 18.017 TRB), que entró en servicio en 1922. El buque operó hasta 1932 con la compañía naviera Lloyd Sabaudo, principalmente en la ruta Génova - Nueva York. En 1930 transportó tres equipos nacionales de fútbol europeos a Montevideo para la Copa del Mundo en Uruguay. Los equipos de Rumania (desde Génova), Francia con el presidente de la FIFA, Jules Rimet (desde Villefranche-sur-Mer) y Bélgica (desde Barcelona) llegaron en este barco. También lo hizo la selección brasileña, la cual abordó en Río de Janeiro. Además, viajaron en el Conte Verde al Mundial de Uruguay, los tres árbitros John Langenus, Henri Christophe y Thomas Balvay y el cantante ruso Fjodor Schaljapin en esta travesía de Europa a Suramérica. El cuarto equipo europeo, Yugoslavia, no viajó en el Conte Verde, sino desde Marsella en el «Florida».
Desde 1932, el Conte Verde sirvió en la ruta Trieste - Shanghái para Lloyd Triestino. Esta ruta se desarrolló desde 1938 como una de las principales rutas de escape de los judíos alemanes y austriacos a Shanghái, ya que allí no se requerían visas de emigración. Durante la Segunda Guerra Mundial, el Conte Verde estuvo amarrado inicialmente en Shanghái y luego fue contratado por el gobierno japonés en 1942. Del 30 de junio al 23 de julio de 1942, el barco transportó a 639 prisioneros civiles estadounidenses desde Shanghái en nombre de los japoneses, los cuales fueron intercambiados. Después del armisticio entre los Aliados e Italia, fue hundido por la tripulación italiana, pero los japoneses recuperaron y repararon el barco; desde 1943 lo usaron como buque de guerra con el nombre de Kotobuki Maru. En 1944, el barco fue hundido en un ataque aéreo estadounidense frente a Kioto.